# Anna Jakubczak
Anna Jakubczak (Zamość, 2 februari 1973) is een atleet uit Polen.
Jakubczak nam drie maal voor Polen deel aan de Olympische Zomerspelen.
Op de Olympische Zomerspelen van Sydney, de Olympische Zomerspelen van Athene en de Olympische Zomerspelen van Beijing liep ze de 1500 meter.
- World Athletics: 14293747